# Дескриптивне мовознавство
Дескриптивне мовознавство (англ. descriptive — описовий) — описове мовознавство.

## Інші назви цієї школи
- Американський структуралізм
- Американська школа структурної лінгвістики
- Дескриптивізм

Напрям у мовознавстві, відгалужений від сучасного структуралізму. Представники цього напряму (Франц Боас, Едвард Сепір, Леонард Блумфілд) найголовнішим завданням лінгвістики вважали опис мови, тобто реєстрацію фактів мови, а не їх пояснення.

## Історія виникнення
Основи дескриптивізму заклав Франц Боас у праці «Довідник з мов американських індіанців» (1911), остаточно сформували її в 1930—50-х роках Л. Блумфідд, 3. Харріс, Б. Блок, Дж. Трейджер та інші мовознавці.
Ця мовознавча школа постала у зв'язку з потребою науково описати полісинтетичні мови американських індіанців, не нав'язуючи їм схем, прийнятних для індоєвропейських мов.

## Теорія
Основний постулат: мову слід розуміти й описувати з погляду її внутрішньої структури. При цьому мову визначають як текст достатньої довжини; тобто, мова і мовлення не розмежовуються. Це наслідок того, що дескриптивісти в основному працювали з інформантами — носіями мови, аналізуючи їхні висловлювання шляхом постановки серії питань, сформульованих так, аби відповідь була лише «так» чи «ні», тобто щоб максимально обмежити суб'єктивізм і опору на значення.
Дескриптивізм уважає, що значення не може бути критерієм встановлення і класифікації одиниць мови, оскільки воно базується на інтуїції і є суб'єктивним чинником. Таке ставлення до значення і його ролі в науковому описі було реакцією на зловживання значенням при встановленні граматичних категорій з боку молодограматиків. Для частини дескриптивістів відмова від значення стала самоціллю, що викликало критику в науковій літературі.

## Значення
Прагнучи максимальної об'єктивності й точності наукового опису мови, дескриптивісти розробили ряд ефективних методик лінгвістичного аналізу з опорою на форми мовних одиниць та їх розподіл у мовленні, тексті: процедури польової лінгвістики, дистрибутивний аналіз і трансформаційний метод, аналіз за безпосередніми складниками, моделювання. Вони набули великого поширення в мовознавстві в дослідженні одиниць усіх рівнів мови, у тому числі для розмежування значень і в семантичних класифікаціях.
На основі цих методик були здійснені перші спроби машинного перекладу й використання ЕОМ у мовознавстві. Розроблені американським лінгвістом Ноамом Хомським моделі мови широко використовують при побудові алгоритмічних мов.
В україністиці методи дескриптивізму використовують для дослідження фонематичного, морфемного і синтаксичного рівнів мови, особливо при аналізі текстів на ЕОМ.
Ідеї дескриптивної лінгвістики мали великий вплив на розвиток методів викладання мов, сприяли виокремленню мовних моделей та обґрунтуванню методики навчання за моделями (насамперед — у межах аудіовізуального й аудіолінгвального методів навчання). У 1970-х роках настало певне розчарування в ефективності навчання за моделями, що мало наслідком інтенсивну розробку ідей комунікативної лінгвістики.